# Уайти
Ната́н Джо́зеф Уайт (англ. Nathan Joseph White; родился в 1970/1971 или 1974/1975), более известный под псевдонимом Уайти (англ. Whitey) — британский автор-исполнитель и музыкальный продюсер.
Его нашумевший дебютный альбом The Light at the End of the Tunnel Is a Train был выпущен в 2005 году и принёс ему известность среди музыкальных критиков, называвших его «будущей суперзвездой» (англ. next big thing). Несмотря на то, что его следующие работы были выпущены самостоятельно и не сыскали коммерческого успеха, его музыка появлялась в качестве саундтреков к известным сериалам и играм (таким как Breaking Bad, Доктор Хаус и Grand Theft Auto IV), что сделало Уайти заметным представителем андеграунд-культуры.

## Биография и карьера

### Ранние годы
Уайти родился в небольшом британском городе Ковентри. Несмотря на то, что Уайти никогда не публиковал детали своей биографии, говоря в немногочисленных интервью только о своих текущих проектах, его имя можно найти в примечаниях к нескольким музыкальным релизам 90-х. Так, он заявлен как один из авторов в релизе 1991 года, затем как один из ремиксеров в 1994, затем как гитарист к ремиксу на «Slimcea Girl» американского диджея Моби и чуть позже как создатель оформления к релизу 1998 года. Вдобавок к этому, Уайти был участником нескольких малопопулярных групп, преимущественно выпускавших свою музыку на маленьких андеграунд-лейблах. Global Method, наиболее популярная такая группа, не сумела попасть в чарт, хоть и была замечена крупной студией звукозаписи London Records, которая выпустила их мини-альбом Spice of Life на территории всей Европы. Сам Уайти описывает свои ранние годы так: «Я начинал необразованным юнцом из маленького потрёпанного городка… Я думаю, у меня вышло здорово».

### Контракт с лейблом
Спустя некоторое время Натан Джозеф попадает под руководство небольшого лейбла PPQ Records и приступает к записи сольного материала. В 2002 году его первая работа под псевдонимом Уайти, песня «Y.U.H.2.B.M.2», впоследствии ставшая вторым синглом, попадает в сборник электро-музыки малоизвестных артистов Future Rock 'n' Roll. Первый же полностью сольный диск, сингл/мини-альбом Leave Them All Behind, был первоначально выпущен в 2003 и после переиздан годом позже несколькими лейблами одновременно, такими как Regal Recordings (EMI) и Virgin Records. Неопределенность со студиями звукозаписи продолжилась и в дальнейшем, когда в конце 2004 года, незадолго до выхода альбома, PPQ прекратило своё существование и превратилось в 1234 Records, немного после этого выпустив третий сингл — би-сайд «Non Stop / A Walk in the Dark», попавший на 67 позицию UK Singles Chart. На сингл также был снят клип, в котором приняла участие концертная команда Уайти.

### Дебютный альбом иGreat Shakes
Следующим важным шагом становится релиз The Light at the End of the Tunnel Is a Train, дебютного  альбома Уайти, работа над которым велась почти три года. Сразу после выпуска альбома 21 марта 2005 года, он получил внимание масс-медиа. Так, например, The Guardian назвал альбом одним из лучших релизов месяца. В целом, альбом получил как восторженные, так и негативные отзывы: часть критиков была приятно удивлена необычной смесью электро-музыки и рока, заявляя, что Уайти встряхнул и даже опередил инди-электро сцену на несколько лет, в то время как другая часть критиков сочла минималистичность аранжировок не находкой, а оправданием неспособности сделать большее.
Сразу после выпуска своего дебютного альбома, Уайти начал сотрудничество со свежесозданным лейблом Marquis Cha Cha, приступив к записи материала для второго альбома, названного Great Shakes. Уже в 2006 году ограниченным тиражом на свет вышел заглавный сингл с нового альбома, би-сайд «Wrap It Up», включавший в себя также трек «I Made Myself Invisible». Записывая и продюсируя свой альбом самостоятельно, Уайти продолжал работу над альбомом и запланировал его выпуск на конец 2007 года, однако примерно в это же время альбом был нелегально выложен в интернет, что вынудило лейбл отменить его выпуск, объявив проект Уайти «коммерчески бессмысленным» (англ. useless as a product). В феврале 2008 вышел мини-альбом Made of Night, включивший в себя три ранее неопубликованных песни, — последний студийный релиз Уайти, завершивший его сотрудничество с лейблами. В конце 2008 года Marquis Cha Cha ограниченным тиражом также выпускает один из последних своих релизов — ранее невыпущенный сингл «Individuals».

### Независимость и текущие проекты

Стилизованная под логотип Диснея надпись, часто используемая в качестве официального знака Уайти

Первым самостоятельным релизом стало переиздание сингла «Wrap It Up» с двумя новыми треками, выпущенное электронно на iTunes 9 октября 2007 года с помощью небольшого инди-лейбла Nitrus. Спустя пару месяцев, после окончательного выхода из состава Marquis Cha Cha, Уайти оказался без дистрибьютора, с наполовину законченным и наполовину утёкшим материалом. Тогда он планировал выпустить альбом Stay on the Outside с новыми и перезаписанными песнями из Great Shakes, но альбом так и не увидел свет. Вместо него спустя два года Уайти презентовал полностью новый альбом Canned Laughter, также, как и все последующие релизы, не выпущенный на физических носителях. Выпуск второй части Canned Laughter был объявлен, но был «отложен навечно» из-за проблем финансирования.
Весной 2012 года Уайти выложил на своей странице в Bandcamp сразу два ранее неизданных альбома: Great Shakes Vol. 2 и новый альбом Lost Summer. Вдобавок к этому был официально выпущен альбом Great Shakes — впервые за пять лет после утечки. Летом этого же года на iTunes был также выпущен сингл «Saturday Night Ate Our Lives» с альбома Lost Summer. В декабре 2012 года Уайти начал кампанию на Kickstarter с целью проспонсировать запись нового альбома Bare Bones, тур, а также выпуск всех альбомов в виде бокс-сета на компакт-дисках и виниловых пластинках. Сумма в размере более миллиона рублей была собрана менее чем за месяц.

## Дискография
Студийные альбомы
- The Light at the End of the Tunnel Is a Train (2004)
- Great Shakes (2007)
- Bare Bones (2013/2014)

Альбомы, выпущенные самостоятельно
- Canned Laughter (2010)
- Great Shakes Vol. 2 (2012)
- Lost Summer (2012)
- Bare Bones (2014)
- Seven (2015)

Мини-альбомы
- Leave Them All Behind (2003)
- Made of Night (2008)

## Комментарии
1. ↑  Год рождения получен из дат публикаций, в которых упоминается возраст[1][2][3].
2. ↑  Песня «Wrap It Up» была использована для рекламы нового сезона на телеканале Universal[6].
3. ↑  англ. I started as an uneducated youth from a small shabby city... I think I've done well[13].